# Артур Міллер
А́ртур А́шер Мі́ллер (англ. Arthur Miller; 17 жовтня 1915 — 10 лютого 2005) — американський драматург і прозаїк. Був дуже помітною постаттю на американській театральній сцені. Лауреат Пулітцерівської премії. У 1956—1961 роках чоловік акторки Мерилін Монро.

## Біографія

### Ранні роки
Артур Ашер Міллер народився 17 жовтня 1915 року у Гарлемі, Нью-Йорк. Він був третьою дитиною у сім'ї Айсідора та Аугусти Міллерів, єврейських емігрантів з Польщі. Його батько був досить заможним підприємцем та володів великим магазином жіночого одягу з персоналом у 400 чоловік. Потім сім'я переїхала до Мангеттену. Після біржового краху 1929 його родина втратила майже всі статки та переїхала до Брукліна.

### Подальше життя
У 1938 році Артур Міллер закінчив Мічиганський університет. Після початку Другої світової війни Міллер почав працювати репортером на військовій верфі в Брукліні, відвідуючи військові гарнізони. Протягом півроку він збирав матеріали для фільму Ерні Пайла «Історія рядового Джо».
У 1947 році вийшла драма Міллера «Всі мої сини», яка принесла йому популярність і була удостоєна премії Об'єднання нью-йоркських театральних критиків і премії Дональдсона.
У 1949 році була поставлена п'єса «Смерть комівояжера», що вважається найкращим твором драматурга. Він отримав Пулітцерівську премію, премію Об'єднання нью-йоркських театральних критиків і премію Антуанетти Перрі («Тоні»).
У 1953 році вийшла драма «Суворе випробування» про судовий процес над «салемськими відьмами», в якій проводилися паралелі з діяльністю Комісії сенатора Маккарті, що зробило Міллера фігурантом «чорного списку» Голлівуду. У тому ж році твір був удостоєний премій «Тоні» і Дональдсона.
Артур Ашер Міллер помер 10 лютого 2005 року в Роксбері (Коннектикут, США) від гострої серцевої недостатності.

### Особисте життя

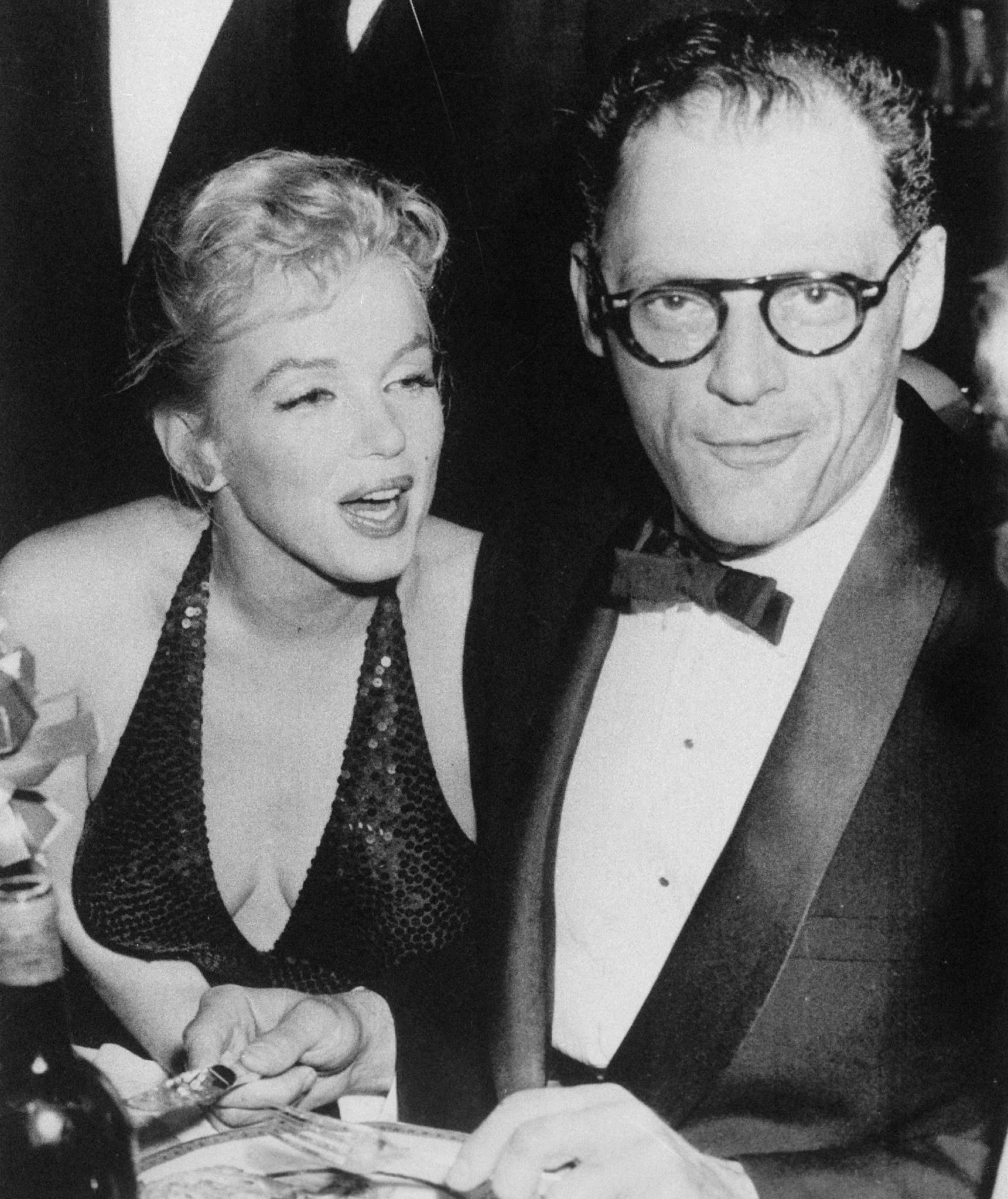
Артур Міллер з другою дружиною Мерилін Монро

У 1940 році Міллер одружився з Мері Грейс Слеттері, яка народила від нього двох дітей. Шлюб тривав 15 років і у 1955 році завершився розлученням.
У 1956 році Артур одружився з американською кінозіркою Мерилін Монро. Шлюб тривав 5 років, під час яких Монро пережила два викидні. У 1961 році вийшов фільм Джона Г'юстона «Неприкаяні» з Монро, Кларком Ґейблом та Монтгомері Кліфтом у головних ролях, сценарій до якого написав Міллер. У січні 1961 року, за півтора року до смерті акторки, подружжя розлучилося.
Через рік письменник одружився з австрійською фотохудожницею Інге Морат, яка народила двох дітей: доньку Ребекку та сина Даніеля (з синдромом Дауна). Ребекка одружена з англійським актором Денієлом Дей-Льюісом. Шлюб з Морат тривав до її смерті у 2002 році.

## Екранізації творів
- 1951 — «Смерть комівояжера» (англ. Death of a Salesman) — фільм (США) реж. Л. Бенедека за мотивами однойменної п'єси 1949 року А. Міллера.
- 1957 — «Салемські чаклунки» (фр. Les sorcières de Salem) — фільм французького режисера Р. Руло.
- 1960 — «Міст перейти не можна» — радянський художній фільм-драма, поставлений реж. Т. Вульфовичем і М. Куріхіним за п'єсою А. Міллера «Смерть комівояжера».
- 1962 — «Вид з мосту» (фр. Vu du pont) — франко-італійська драма реж. С. Люмета за однойменною п'єсою А. Міллера (1955).
- 1969 — «Ціна» — радянський художній фільм реж. М. Каліка, за п'єсою А. Міллера англ. «The Price».
- 1985 — «Смерть комівояжера» (англ. Death of a Salesman) — телефільм (США) реж. Ф. Шлендорфа за однойменною п'єсою 1949 року А. Міллера; у головній ролі — Дастін Гоффман.
- 1989 — «А це трапилося у Віші» — радянський телевізійний спектакль за п'єсою А. Міллера, поставлений реж. М. Козаковим.
- 1996 — «Суворе випробування» — фільм (США) реж. Н. Хайтнера, екранізація однойменної п'єси А. Міллера.